# Saut à la perche masculin aux Jeux olympiques de 1920
Pour un article plus général, voir Athlétisme aux Jeux olympiques de 1920.
Navigation
Stockholm 1912 Paris 1924
L'épreuve du saut à la perche masculin aux Jeux olympiques de 1920 s'est déroulée les 18 et 20 août 1920 au Stade olympique d'Anvers, en Belgique. Elle est remportée par l'Américain Frank Foss.

## Résultats

### Finale
| Rang               | Athlète                   | Qual. | 4.00 | 4.09 | Finale  |
| ------------------ | ------------------------- | ----- | ---- | ---- | ------- |
| Médaille d'or      | Frank Foss (USA)          | 3.60  | XXO  | XXO  | 4.09 WR |
| Médaille d'argent  | Henry Petersen (DEN)      | 3.60  |      |      | 3.70    |
| Médaille de bronze | Edwin Myers (USA)         | 3.60  |      |      | 3.60    |
| 4                  | Edward Knourek (USA)      | 3.60  |      |      | 3.60    |
| 5                  | Ernfrid Rydberg (SWE)     | 3.60  |      |      | 3.60    |
| 6                  | Laurits Jørgensen (DEN)   | 3.60  |      |      | 3.60    |
| 7                  | Eldon Jenne (USA)         | 3.60  |      |      | 3.60    |
| 8                  | Georg Högström (SWE)      | 3.60  |      |      | 3.50    |
| 9                  | John Mattsson (SWE)       | 3.60  |      |      | 3.50    |
| 10                 | André Francquenelle (FRA) | 3.60  |      |      | 3.40    |
| 11                 | Paul Lagarde (FRA)        | 3.60  |      |      | 3.40    |
| 12                 | Jussi Ruoho (FIN)         | 3.60  |      |      | 3.40    |
| 13                 | René Joannes-Powell (BEL) | 3.60  |      |      | 3.30    |
| 14                 | Étienne Gajan (FRA)       | 3.50  |      |      | —       |
| —                  | Johann Martin (EST)       | NM    |      |      | —       |
| —                  | Lars Erik Tirén (SWE)     | NM    |      |      | —       |